# Puerto Bermejo
Puerto Bermejo est une localité argentine située dans la province du Chaco et dans le département de Bermejo.

## Voies de communication
La localité ne dispose pas d'accès asphaltés. On y accède principalement par la route provinciale 3, qui se trouve à 28 kilomètres de la route nationale 11 (pavée) et qui la fait communiquer avec les villes de Resistencia et Formosa. La route provinciale 1 la relie à la localité de General Vedia et atteint la localité de La Leonesa, où l'on peut prendre la route provinciale 56.
En 1943, il a été déclaré site historique national par le pouvoir exécutif national, après la recommandation de la Commission nationale des musées, monuments et lieux historiques. Cela est dû à sa condition de première localité de la province et au fait qu'elle a servi de tête des incursions militaires qui incorporeraient les terres de l'intérieur du Chaco au domaine national.